# بییامدیانییا
بییامدیانییا (به اسپانیایی: Villamedianilla) یک شهرستان در اسپانیا است که در استان بورگس واقع شده‌است.

## خصوصیات
بییامدیانییا ۶ کیلومترمربع مساحت و ۲۴ نفر جمعیت دارد.